# Pianura di Länkäran

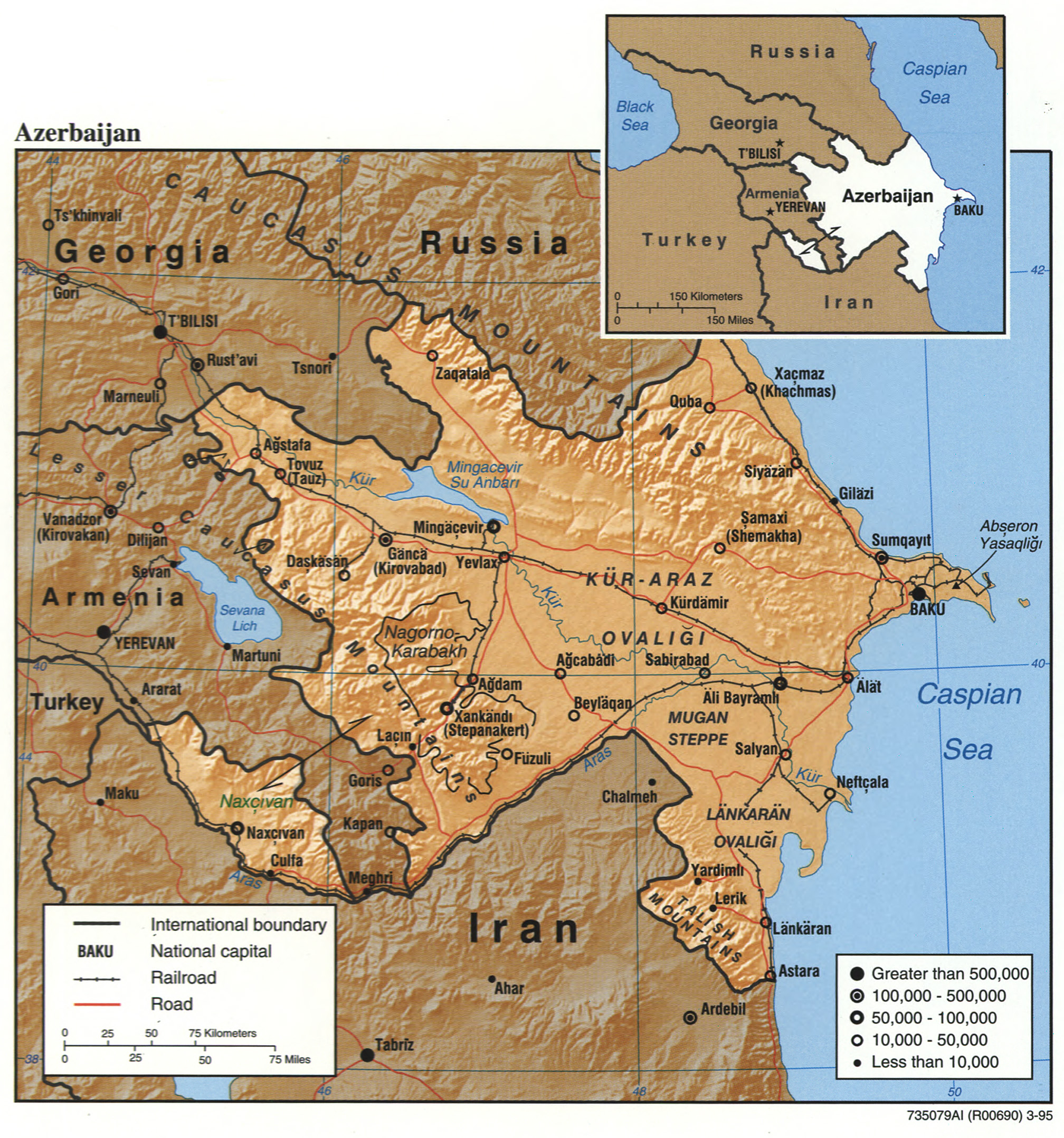
L’Azerbaigian.

La pianura di Länkäran (azero: Lənkəran ovalığı) è una sottile striscia di pianura dell’Azerbaigian meridionale, lungo il mar Caspio. Costituisce l’estensione meridionale della pianura del Kura-Aras, a sua volta estensione della depressione aralo-caspica. Prende il nome dalla città di Länkäran.
Delimitata a sud dai monti Talish, raggiunge l’Iran ad Astara.
La zona di pianura del parco nazionale Hirkan (la cosiddetta «foresta di Mosca») ricade nella pianura di Länkäran. La foresta di Mosca è l’unica area rimasta delle foreste miste dell’Ircania, che in passato ricoprivano la maggior parte della pianura, prima di essere abbattute per far spazio ai terreni agricoli. Tuttavia è in corso un programma di rimboschimento in un lotto non forestato, unico tratto non coltivato della pianura, con lo scopo di ripristinare l’antico manto forestale (solo parzialmente, dal momento che la pianura di Länkäran è troppo preziosa per la produttività agricola dell’Azerbaigian per essere completamente riforestata). Il lotto in questione diverrà quindi la seconda foresta più estesa della pianura dopo la foresta di Mosca e, una volta riforestato, entrerà a far parte del settore di pianura del parco nazionale Hirkan.
Dato il clima semi-subtropicale umido, nella pianura si trovano piantagioni di tè, riso e agrumi.
Nella pianura di Länkäran possono cadere ogni anno fino a 1600-1800 mm di pioggia, ed essa è, assieme alla regione dei monti Talish, la zona più piovosa dell’Azerbaigian.